# Felipe Ruvalcaba
Felipe Ruvalcaba Cisneros (La Experiencia, 16 febbraio 1941 – Puerto Vallarta, 4 settembre 2019) è stato un calciatore messicano, di ruolo centrocampista.

## Biografia
Era figlio del calciatore José Ruvalcaba Martínez, conosciuto come "El Rey", e per tale motivo Felipe fu soprannominato "El Príncipe".

## Caratteristiche tecniche
"El Príncipe" era un giocatore intelligente, dotato di una grande tecnica individuale, di un eccellente tocco di palla e soprattutto di un potente tiro dalla media distanza.

## Carriera
Ha iniziato la carriera Imperio Zapopan per poi passare nel 1959 all'Oro, con cui vince il campionato 1962-1963 nelle vesti di capitano ed anche la Campeón de Campeones 1963, battendo per 3-1 i rivali cittadini del Guadalajara, vincitori della coppa.
Nella stagione 1967-1968 passa al Toluca, con cui vince il suo secondo campionato e la CONCACAF Champions' Cup 1968.
La stagione seguente passa al Necaxa, con cui ottiene il nono posto in campionato.
Terminata l'esperienza con gli Electricistas passa ai cadetti del Ciudad Victoria, società nella quale chiude la carriera agonistica in Messico.
Ha militato anche con gli statunitensi del San Pedro Yugoslavs, società militante nella Greater Los Angeles Soccer League.

## Palmarès

### Club

#### Competizioni nazionali
- Campionato messicano: 2

Oro: 1962-1963
Toluca: 1967-1968
- Campeón de Campeones: 1

Oro: 1963

#### Competizioni internazionali
- CONCACAF Champions' Cup: 1

Toluca: 1968